# Kalkar
Die Stadt Kalkar liegt am unteren Niederrhein im Nordwesten von Nordrhein-Westfalen und ist eine kreisangehörige Stadt des Kreises Kleve im Regierungsbezirk Düsseldorf. Sie ist Mitglied der Euregio Rhein-Waal. Eine frühere Schreibweise, gültig bis zum 9. Juni 1936, war Calcar.
Kalkar, das 1230 gegründet wurde und vermutlich 1242 Stadtrechte erhielt, zeichnet sich insbesondere durch ein mittelalterlich geprägtes Stadtbild aus.

## Geografie

### Von Eiszeit und Rhein geprägte Landschaft
In der vorletzten Eiszeit (Saaleeiszeit) drangen Gletscher bis an den Niederrhein vor. Hier schoben sie Ablagerungen des Rheins zu Stauchmoränen auf. Zu ihnen gehört der Niederrheinische Höhenzug im Westen des Kalkarer Stadtgebiets. Der Rhein wurde von der Eisfront nach Südwesten abgedrängt.
Während der letzten Eiszeit (Weichseleiszeit) hat das Eis das Niederrheingebiet hingegen nicht mehr erreicht. Es herrschte ein Klima wie in einer Tundra.
Nach dem Rückzug der Gletscher verlagerte sich der Rhein allmählich nach Nordosten. Östlich der Stauchmoränenkette bildete er aufgrund des geringen Gefälles in der heutigen Rheinniederung ein stark verästeltes, seichtes Gewässernetz mit zahlreichen flachen Inseln. Aus aufgewehtem Sand entstanden im Holozän, das vor etwa 11.500 Jahren begann, die Dünen im Gebiet des heutigen Ortsteils Wissel.
Der Lauf des Rheins änderte sich bis in die Neuzeit fortwährend. Die Bildung von Flussschlingen lässt sich besonders deutlich rund um den Kalkarer Ortsteil Grieth verfolgen. So floss der Rhein noch im Mittelalter zeitweilig in weitem Bogen östlich um Grieth herum. Zwischen Grieth und der heute rechtsrheinischen Ortschaft Grietherort bestand eine Landbrücke. Altrheinarme zeugen auch im Kalkarer Stadtgebiet von früheren Rheinschlingen, zum Beispiel das Boetzelaerer Meer in Appeldorn und die Kalflack im Bereich von Bylerward und Emmericher Eyland.
Über die Landschaftsentwicklung im Niederrheingebiet informiert das Naturschutzzentrum im Kreis Kleve.

### Stadtgebiet

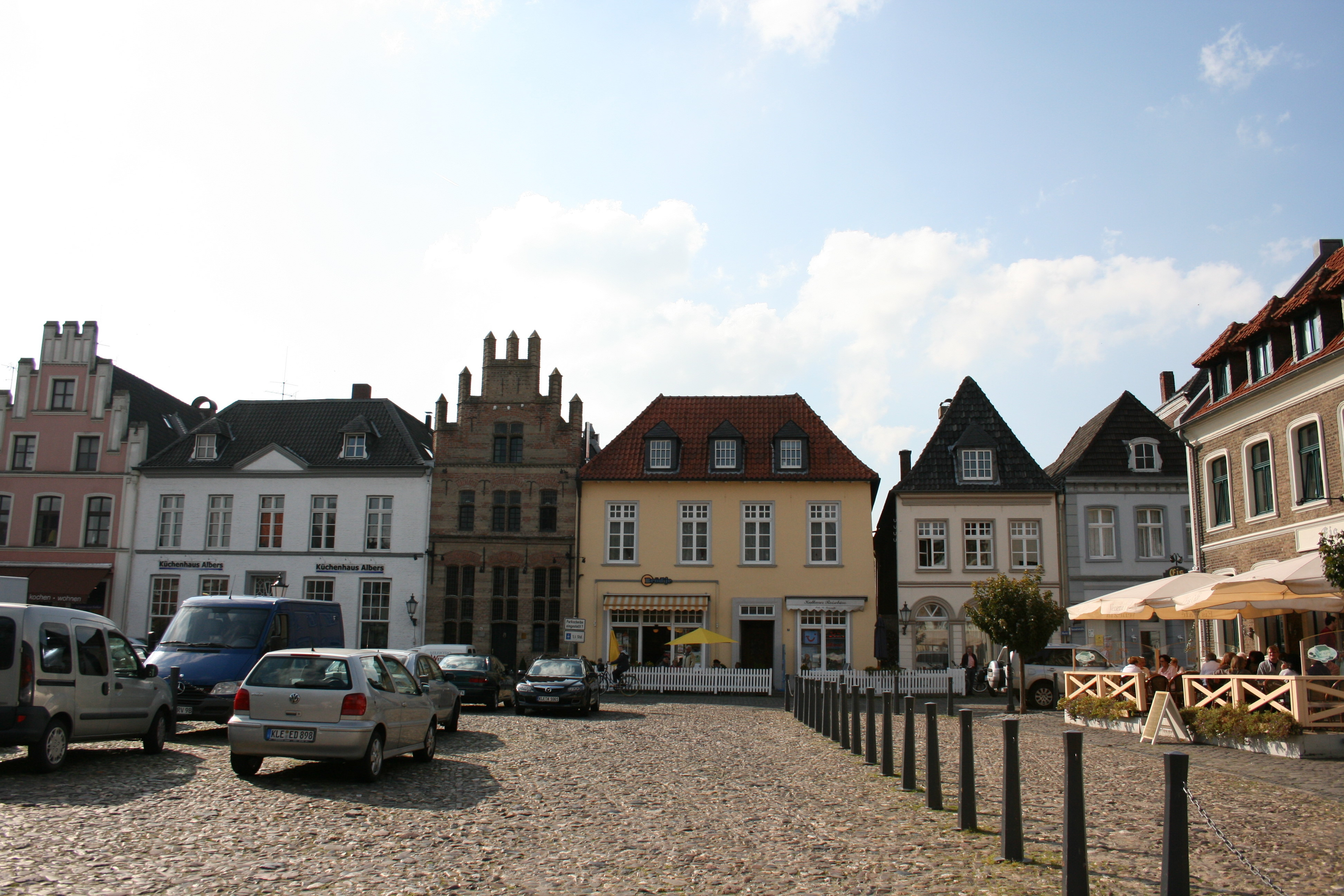
Marktplatz im Zentrum von Kalkar

Das Stadtgebiet von rund 88 Quadratkilometern erstreckt sich weitgehend in der Rheinniederung zwischen dem Niederrheinischen Höhenzug und dem etwa fünf bis acht Kilometer östlich fließenden Rhein. Der Höhenzug erreicht im Südwesten des Stadtgebietes mit dem Monreberg eine Höhe von rund 68 Metern. Auf dem Höhenzug liegen nur der Ortsteil Neulouisendorf (342 Einwohner) und Teile von Altkalkar.
Die Ortskerne von Altkalkar und das mittelalterlich geprägte Kalkar, deren Bebauungsflächen ineinander übergehen, sind dem Monreberg in der Rheinniederung nördlich vorgelagert. Von den insgesamt 14.069 Einwohnern der Stadt Kalkar lebte Ende 2018 knapp die Hälfte in Altkalkar (4449 Einwohner) und Kalkar (1990 Einwohner) sowie dem wenig östlich liegenden Hanselaer (121 Einwohner).
Abgesehen von Kehrum (482 Einwohner) und Appeldorn (1546 Einwohner) im Süden und Südosten des Stadtgebietes liegen die übrigen Ortsteile am Rhein, der das Stadtgebiet nach Nordosten begrenzt.
Stromabwärts gehören zu Kalkar:
- gegenüber von Rees: Niedermörmter (1147 Einwohner),
- Hönnepel (903 Einwohner),
- Wisselward (42 Einwohner),
- etwas landeinwärts: Wissel (2061 Einwohner),
- direkt am Rhein die früher selbständige Stadt Grieth am Rhein (823 Einwohner),
- Bylerward (50 Einwohner) und
- im äußersten Norden Emmericher Eyland (113 Einwohner) gegenüber von Emmerich.

In Emmericher Eyland mündet die Kalflack in den Rhein. Ihr Verlauf bildet nördlich von Kalkar weitgehend die westliche Grenze des Kalkarer Stadtgebietes. Noch im 19. Jahrhundert wurde die Kalflack bei ausreichend hohem Wasserstand als Schifffahrtsweg zum rund 10 Kilometer südlich gelegenen Kalkar genutzt („Kalkarsche Fahrt“).

### Nachbargemeinden
Die Stadt Kalkar grenzt im Norden an die Stadt Emmerich am Rhein, im Osten an die Stadt Rees, im Süden an die Stadt Xanten (Kreis Wesel) und die Gemeinde Uedem sowie im Westen an die Stadt Kleve und die Gemeinde Bedburg-Hau.

## Geschichte

### Überblick
Die Geschichte Kalkars ist seit dem frühen Mittelalter eng mit der Geschichte Kleves verbunden. Kalkar wurde nicht nur von Graf Dietrich VI. von Kleve 1230 gegründet. Es gehörte bis zum Aussterben der Herzöge von Kleve als eine der sieben „Hauptstädte“ des Herzogtums Kleve immer zu Kleve.
Nach dem Tod des letzten Herzogs von Kleve im Jahr 1609 fiel Kalkar mit Kleve an Brandenburg. Unter preußischer Herrschaft blieb es mit Kleve bis zur Auflösung des Staates Preußen und der Gründung des Landes Nordrhein-Westfalen nach dem Zweiten Weltkrieg. Unterbrochen wurde diese Zeit nur von 1794 bis 1814, als französische Truppen das Rheinland besetzt hielten.

### Römisches Reiterkastell am Monreberg
Die Geschichte der Römer am Niederrhein zeigt sich höchst anschaulich im Archäologischen Park Xanten – rund 15 Kilometer südlich von Kalkar. Aber auch in Kalkar wurden Spuren römischer Besiedlung gefunden. Unmittelbar südlich des Monreberges, wo heute die Bundesstraße 57 von Xanten her kommend auf den Höhenzug trifft, war um 40 nach Christus eine Reitereinheit von rund 480 Mann im römischen Hilfstruppenkastell Burginatium stationiert. Es war Teil des römischen Grenzsicherungssystems entlang des linken Rheinufers zwischen den großen Legionslagern in Xanten und Nijmegen (Niedergermanischer Limes). Das Kastell mit einer umliegenden Siedlung wurde für die ersten vier Jahrhunderte nachgewiesen.

### Burg auf dem Monreberg
Auf dem Monreberg wurde um die Mitte des 10. Jahrhunderts die Burg Munna errichtet, aber schon bald nach der Jahrtausendwende wieder zerstört. Graf Dietrich VI. von Kleve ließ eine neue Burg errichten, die erstmals in einer Urkunde aus dem Jahr 1265 erwähnt wird. Zwischenzeitlich wiederholt zerstört diente die Burg im 14. und 15. Jahrhundert als Witwensitz für die Gräfinnen und Herzoginnen von Kleve. Nach mehrmaliger Eroberung im Dreißigjährigen Krieg wurde sie um 1650 abgebrochen. Eine Abbildung der Burg findet sich im Städtebuch von Braun und Hogenberg.

### Gründung Kalkars 1230
Kalkar wurde von Graf Dietrich VI. von Kleve am 20. Oktober 1230 auf einer Ward, einer am nördlichen Fuß des Monreberges vom Rhein angeschwemmten Sandbank, gegründet. Es ist keine in vielen Jahrhunderten gewachsene Siedlung, sondern eine von Anfang an planmäßig angelegte Stadt.
Die von sumpfigem Gelände umgebene ovale Sandbank – rund 1 Kilometer lang und in der Mitte rund 400 Meter breit – ließ sich leicht mit Wassergräben umziehen und so gut verteidigen. Das war wohl ausschlaggebend, an dieser Stelle eine neue Stadt zu gründen. Die bereits vorhandene Siedlung im nur wenige hundert Meter westlich liegenden heutigen Altkalkar bot nicht so günstige Verteidigungsmöglichkeiten.

### Planmäßige Stadtentwicklung
Der Vogelschauplan aus Braun und Hogenbergs Städtebuch von 1575 zeigt, wie die Sandbank Kalkarward im Mittelalter mit einem Gitter sich fast rechtwinklig kreuzender Straßen erschlossen wurde. Seither hatte sich die Einwohnerzahl von rund 5000 auf gut 2000 verringert. Die Straßenführung veränderte sich bis heute aber kaum.
Zunächst wurde nur die westliche, etwas höher gelegene und so weniger durch Hochwasser gefährdete Hälfte der Kalkarward besiedelt (auf dem Vogelschauplan ist sie oben gezeichnet.)
Man konnte – wie heute noch – nur an vier Stellen in die Stadt gelangen. Von den Toren im Norden und Süden wurden zwei lange Hauptstraßen mitten durch die westliche Hälfte der Kalkarward zum zentral gelegenen großen Marktplatz geführt – die Kessel- und die Monrestraße. Sie wurden durch jeweils zwei schmale Stegen mit den rings um die Stadt führenden Wallstraßen verbunden. Von Westen mündete die kürzere Altkalkarer Straße in den Markt.
So entstanden fast rechteckige Stadtviertel. Entlang der Haupt- und Wallstraßen erhielten die Siedler etwa gleich breite Grundstücke, meist mit genügend Platz für einen Garten an der Rückseite der Häuser.
Die östliche Siedlungsgrenze bildete zunächst der Bach Monne. Er verlief in der Mitte der Kalkarward in einem Graben, der heutigen Grabenstraße, vom Monretor im Süden an der Rückseite des Rathauses vorbei zum Kesseltor im Norden.
Im Jahr 1242 bekam Kalkar Stadtrechte. Das zog neue Siedler an. Sie wussten die Rechte als Bürger einer Stadt zu schätzen und konnten sich Privilegien sichern („Stadtluft macht frei“). Die Bevölkerung wuchs rasch. Ab etwa 1380 wurde begonnen, auch die östliche Hälfte der Kalkarward zu besiedeln. Vom Marktplatz aus wurde in Richtung Hanselaer die Hanselaerstraße vorgetrieben und über die Hohestraße mit dem Monretor im Süden verbunden.

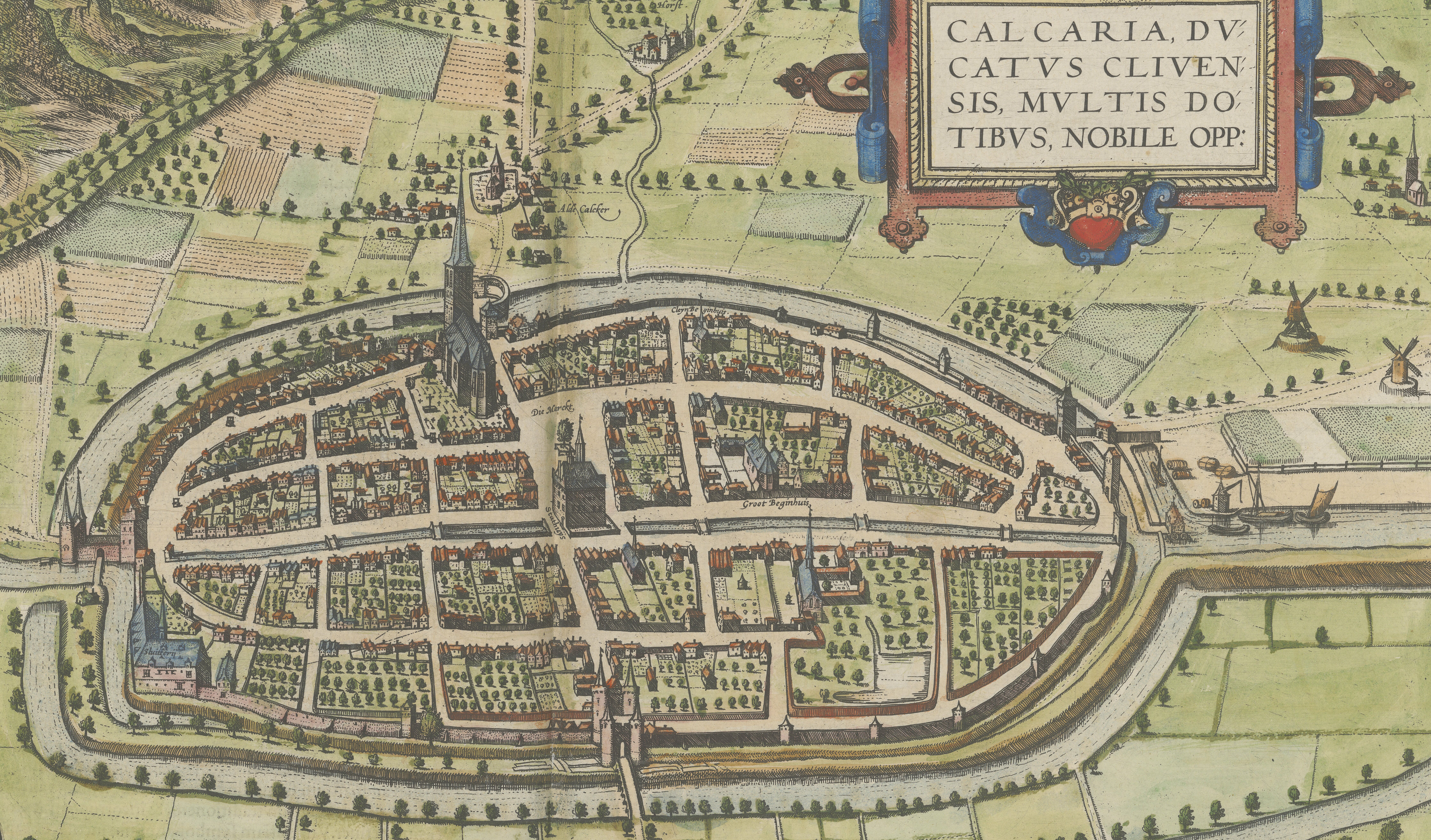
Kalkar um 1575

Das mittelalterliche Kalkar war ringsum mit Wassergräben umzogen. Sie sind noch heute vorhanden: im Westen der Stadtgraben, im Osten der Leybach. Im 14. und 15. Jahrhundert wurde die Stadt zusätzlich mit Mauern und Türmen befestigt. An den vier Straßen, die aus der Stadt hinausführen, wurden Tore errichtet. Sie sind auf der Ansicht der Stadt Kalkar in Braun und Hogenbergs Städtebuch von 1575 gut zu erkennen.

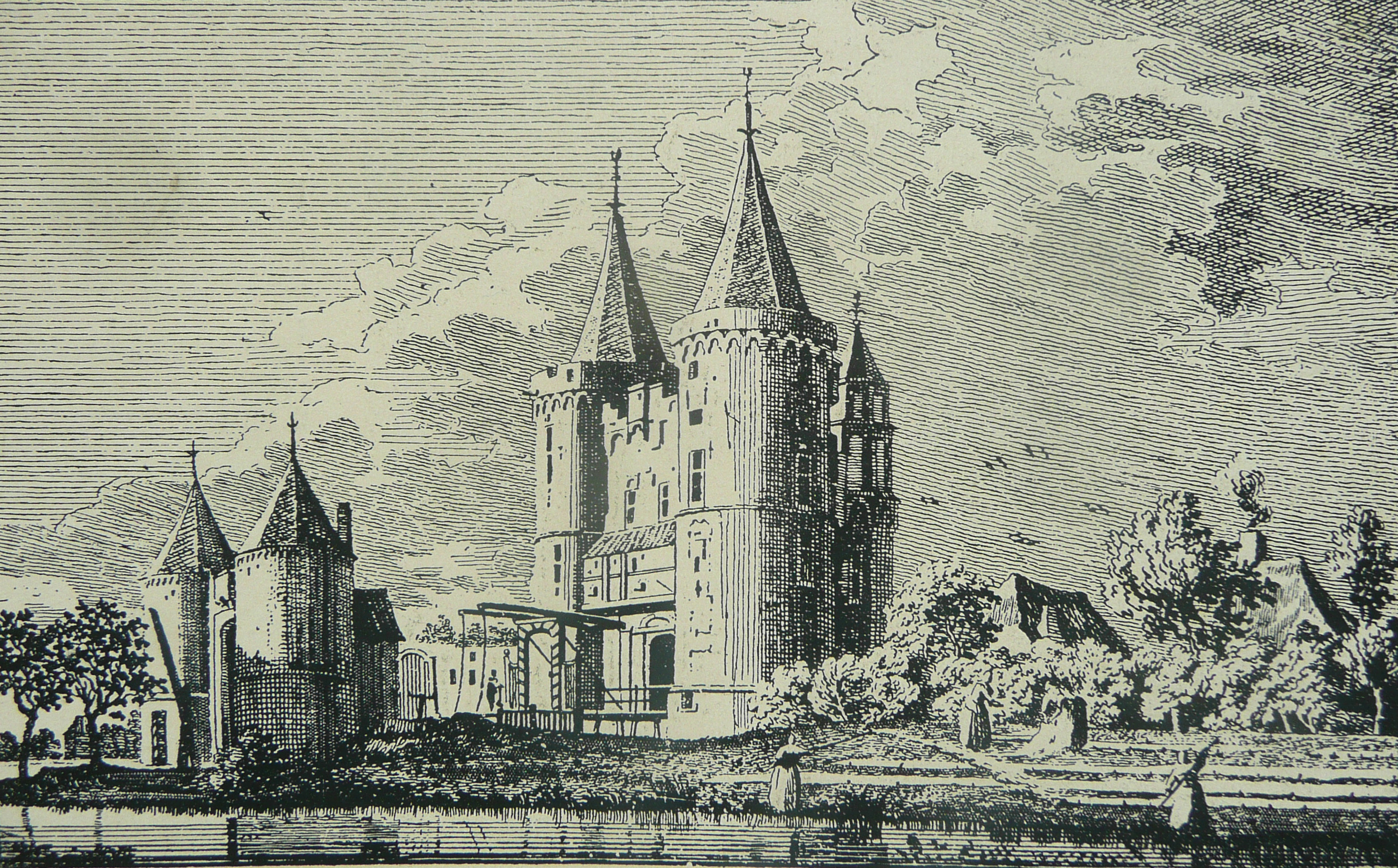
Ehemaliges Hanselaertor im Jahr 1758

Das Monretor im Süden der Stadt war ein sogenanntes Doppeltor, ähnlich dem gut erhaltenen Klever Tor in Xanten. Auf der Stadtseite stand ein quadratischer fünfstöckiger Innentorturm. Stadtauswärts war ihm ein Tor mit zwei runden Türmen vorgelagert. Das Hanselaertor im Osten war eine noch imposantere Doppeltoranlage. Hier hatten beide Tore jeweils zwei runde Türme, auf der Stadtseite mit sieben, auf Hanselaer zu mit fünf Stockwerken. Die beiden Türme auf der Stadtseite waren durch einen sechsstöckigen Torbau miteinander verbunden, ähnlich der Eigelsteintorburg in Köln. Weniger aufwändig waren das Kesseltor im Norden, ein sechsstöckiger quadratischer Torturm mit spitzem Zeltdach und Wehrerkern, und das Altkalkarer Tor im Westen, ein Torturm mit fünf Etagen und flachem Zeltdach.
Keines der Tore blieb erhalten. Das Hanselaertor wurde 1770 bis auf einen Bogen abgebrochen, der Rest 1828 abgetragen. Seine Steine wurden für den Bau einer nahen Turmwindmühle genutzt. Sie wurde zunächst als Lohmühle genutzt, in der Eichenrinde für das Gerben von Leder gemahlen wurde. Um 1800 von Gerhard van der Grinden übernommen, diente sie über 100 Jahre lang als Kornmühle. Ein Getreidespeicher und ein Wohnhaus gehörten dazu. 1910 wurde es vom letzten gewerblichen Müller Heinrich Rötten im Stil der Neugotik ausgebaut. Die Mühlenanlage wurde in den 1990er Jahren vollständig restauriert.
In unmittelbarer Umgebung der Stadt gab es viele weitere Mühlen. Rund 200 Meter vor dem Kesseltor steht auf einem aufgeschütteten Hügel noch der Stumpf einer Turmwindmühle, die sogenannte Alte Mühle. In der Nähe gab es auch eine Bockwindmühle, wie die Ansicht der Stadt Kalkar in Braun und Hogenbergs Städtebuch von 1575 zeigt.
Reste der mittelalterlichen Stadtmauer mit dem 1440 errichteten sogenannten Taubenturm gibt es nur noch im Norden der Stadt am Kesseltor. An anderen Stellen wurde sie rekonstruiert. Taubenturm, abgeleitet aus Duveturm, ist allerdings eine irreführende Bezeichnung. Eigentlich müsste er Diebesturm, abgeleitet aus Duiventörm, heißen, diente er doch zeitweilig als Gefängnis. Aus dem Mittelalter stammt allerdings nur noch der untere runde Teil des Turms. Der obere sechseckige Teil mit der geschweiften Schieferhaube dürfte vom Beginn des 18. Jahrhunderts stammen.

### Rascher wirtschaftlicher Aufschwung
Grundlage des raschen wirtschaftlichen Aufschwungs der Stadt war insbesondere das Weben von Wolle. Westlich der Stadt bot die Gocher Heide gute Bedingungen für die Schafzucht. In Kalkar wurden vor allem Stoffe für den täglichen Gebrauch hergestellt. Feinere Tuche kamen aus Flandern. Noch vor dem Rathaus wurde ein so genanntes Gewandhaus, das Zunfthaus der Tuchweber, errichtet. Weitere wichtige Wirtschaftszweige waren der Getreidehandel und zahlreiche Bierbrauereien. Kalkar wurde wohlhabend. Gemessen an der Steuerkraft lag es unter den klevischen Städten vor der Residenzstadt Kleve auf Platz drei, hinter Wesel und Emmerich. Von 1540 bis 1572 war Kalkar Mitglied der Hanse – als „Beistadt“ von Wesel.

### Blüte um 1500
Kalkarer Marktplatz

Jan de Beijer, 1744

Link zum Bild (Memento vom 4. April 2012 im Internet Archive)

(Bitte Urheberrechte beachten)

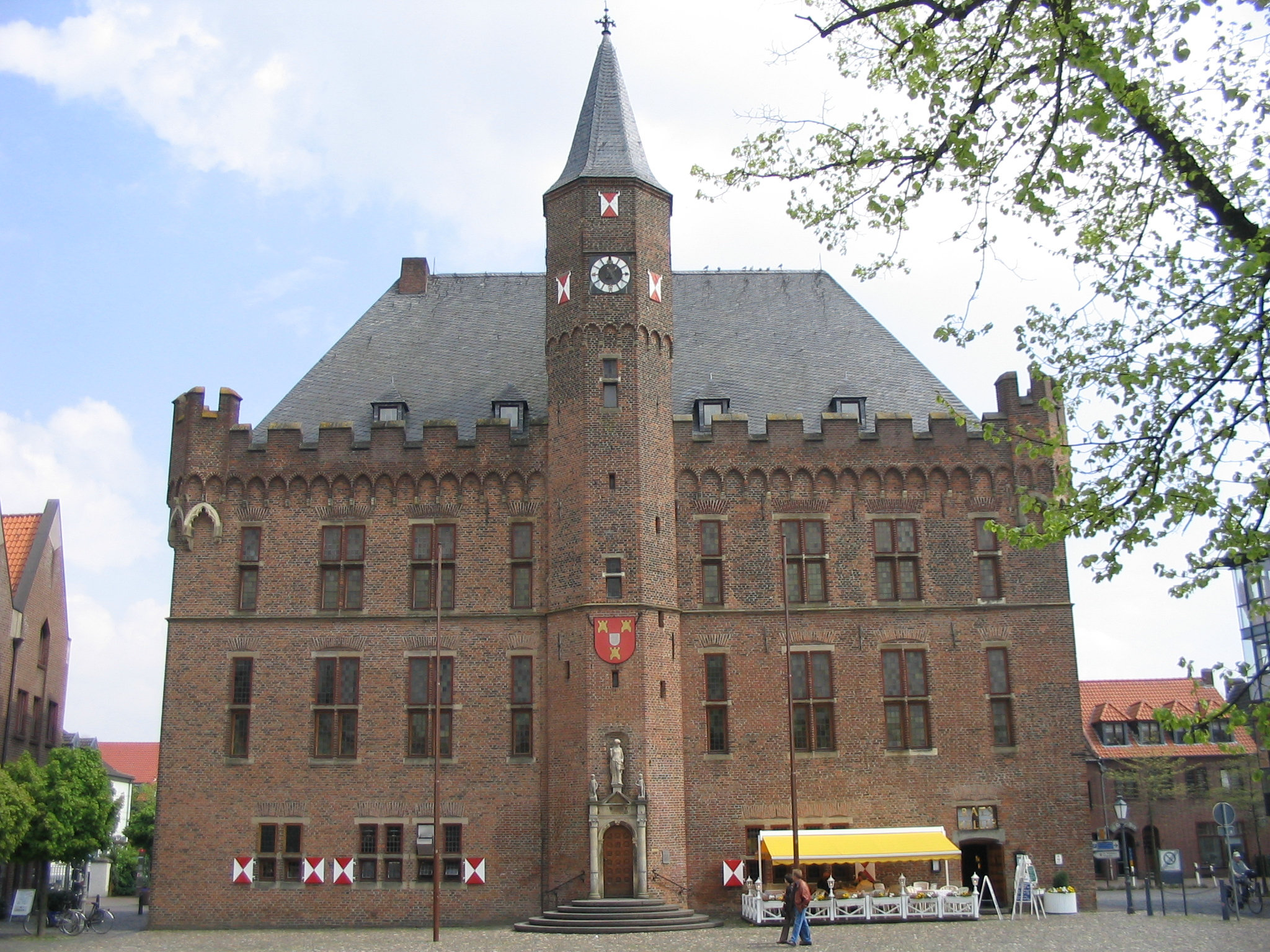
Das Rathaus von Kalkar

Die größten Bauvorhaben waren um 1450 abgeschlossen – gut 200 Jahre nach der Stadtgründung. Alle Straßen, die meisten Stegen und der Markt waren gepflastert. Der Herzog von Kleve ließ 1420 im südöstlichen Winkel der Stadtmauer das heute nicht mehr erhaltene burgartige Kornmagazin errichten. Der Bau des monumentalen Rathauses durch den Klever Baumeister Johann Wyrenberg wurde 1446 vollendet. Die dreischiffige Hallenkirche Sankt Nicolai, an deren Bau er auch mitwirkte, wurde 1450 geweiht. Die wohlhabend gewordenen Bürger konnten sich an die Ausschmückung der Kirche machen. Künstler wurden nach Kalkar geholt. Reiche Bürger, Handwerkergilden und Bruderschaften stifteten zahlreiche Altäre, Gemälde und Skulpturen – zur Ehre Gottes, zur Sicherung ihres Seelenheils und zum Ruhm ihrer Stadt.
Maria von Burgund, die als Witwe des Herzogs von Kleve auf Schloss Monterberg wohnte, gründete 1455 ein Dominikanerkloster. Es gab zwei Beginenhäuser. Armen- und Siechenhäuser wurden gebaut. Eine Lateinschule war vorhanden, aus der bekannte Gelehrte hervorgingen. Der Humanist Konrad Heresbach, Berater der Herzöge von Kleve, Jurist, Erzieher und Landwirt, ein universeller Geist, lebte zeitweilig in Kalkar. Christian Sgrothen, der als Geograph für den spanischen König Philipp II. arbeitete, war Kalkarer Bürger.
Welches Bild der Kalkarer Marktplatz in der Blütezeit der Stadt um 1500 geboten hat, kann eine Zeichnung von Jan de Beijer vermitteln. Sie entstand zwar erst rund 250 Jahre später im Jahre 1744, zeigt mit den gotischen Treppengiebelhäusern und dem Rathaus aber ein unverändert mittelalterlich geprägtes Bild.
Um 1580 erreichte Kalkar seine höchste Bevölkerungszahl – rund 5000 Einwohner, mehr, als manche heutige Großstadt damals hatte.

### Rascher Niedergang ab 1600

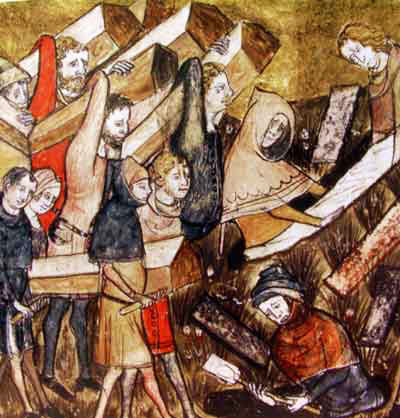
Begräbnis von Opfern der Beulenpest in Tournai. Teil einer Miniatur aus den Chroniken des Abtes Gilles Li Muisis (1272–1352), Bibliothèque royale de Belgique, MS 13076-77, f. 24v.

Der wichtigste Zweig der Kalkarer Wirtschaft, die Tuchmacherei, hatte gegen Ende des 16. Jahrhunderts ihren Höhepunkt allerdings längst überschritten. Schwere Schicksalsschläge – Seuchen, Kriege und Feuersbrünste – beschleunigten den Abstieg der Stadt. Kalkar wurde wiederholt von Pestepidemien heimgesucht, am schlimmsten im Sommer 1599, als 1500 Menschen der Seuche zum Opfer fielen – rund ein Drittel der Bevölkerung. 1636 waren es etwa ebenso viele.
Langjährige Kriege und Besatzungszeiten verheerten die Stadt. Ende 1598 – während des Freiheitskampfes der Niederlande gegen Spanien – wurde sie durch spanische Truppen teilweise zerstört.

### Preußens Spuren: eine nutzlose Zitadelle
Als Kalkar nach dem Tod des letzten Herzogs von Kleve 1609 mit Kleve an Brandenburg fiel, hielt dies den Niedergang nicht auf. Für die Kurfürsten im weit entfernten Berlin war Kalkar allenfalls als eine kleine Außenbastion zu gebrauchen. Die brandenburgische Herrschaft verhinderte auch nicht, dass Kalkar im Dreißigjährigen Krieg unter rasch wechselnden Besatzern zu leiden hatte. Hessische Truppen igelten sich von 1640 bis 1645 in Kalkar festungsartig ein. Um nach Westen freies Schussfeld zu schaffen, wurde Altkalkar dem Erdboden gleichgemacht. In einer Feuersbrunst im Jahre 1647 brannten zudem noch 55 Häuser ab, hauptsächlich in der Kesselstraße.
Im Jahre 1656 beauftragte Kurfürst Friedrich Wilhelm von Brandenburg seinen Statthalter in Kleve, Johann Moritz von Nassau-Siegen, in Kalkar eine mit Bastionen, Wällen und Gräben befestigte Zitadelle zu errichten. Die mittelalterliche Stadtmauer schien ihm für eine wirksame Verteidigung nicht mehr ausreichend. Mehrfache Proteste der Stadt, sie sei durch Einquartierungen und Zwangsabgaben ohnehin in „desolation und armuth“ gestürzt, 209 Häuser seien unbewohnt, blieben erfolglos.

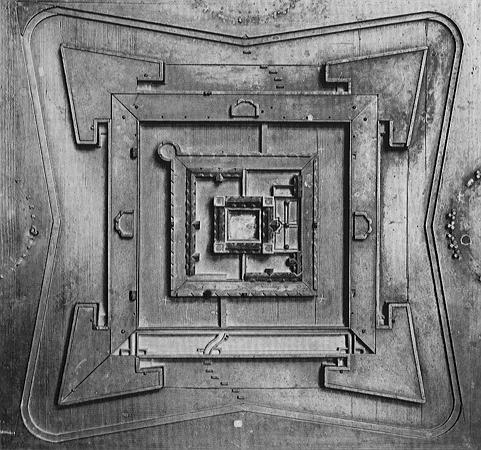
Urentwurfsmodell der Zitadelle in Jülich

Die Kalkarer Zitadelle (italienisch: „kleine Stadt“), deren vielzackiger Grundriss mit vier vorspringenden Ecken dem der Zitadelle in Jülich glich, wurde im Süden der Stadt, nach Plänen des niederländischen Festungsingenieurs Henrick Ruse errichtet. Ihr Mittelpunkt lag etwa dort, wo sich heute die Grundschule an der Straße Am Bollwerk befindet. Für die Festung wurden rund 80 Häuser und Teile der Stadtmauer abgerissen. Das Monretor wurde zum südlichen Zugang zur Zitadelle umgebaut. Um die Wälle ließ Ruse einen doppelten Ring breiter Wassergräben legen. Allein die Zitadelle hatte bereits eine Seitenlänge von rund 300 Metern, einschließlich der Gräben, waren es rund 500 Metern. Die Wassergräben endeten im Norden erst rund 100 Meter südlich des Hanselaertores und reichten im Süden und Westen fast bis zur heutigen B 57.
Ihrem Zweck hat diese riesige Anlage, die nach gut zehn Jahren fast fertiggestellt war, allerdings nie gedient. Schon 1674 begann man, die Festung zu schleifen. Die Gräben der Festung haben den südlichen Teil Kalkars aber noch lange geprägt. Sie wurden zum Teil erst nach dem Zweiten Weltkrieg mit Hausmüll und Bauschutt aufgefüllt. Heute erinnert abgesehen von einigen Geländestufen nur noch wenig an die Zitadelle. In den Wiesen am Hanselaerertor zeichnen die Biegung des Leybachs und eine Baumreihe den eckigen Verlauf der Wassergräben nach und im Westen ist nahe der Bahnhofstraße von den Gräben ein Weiher verblieben.

### Geburtsort eines preußischen Kriegshelden

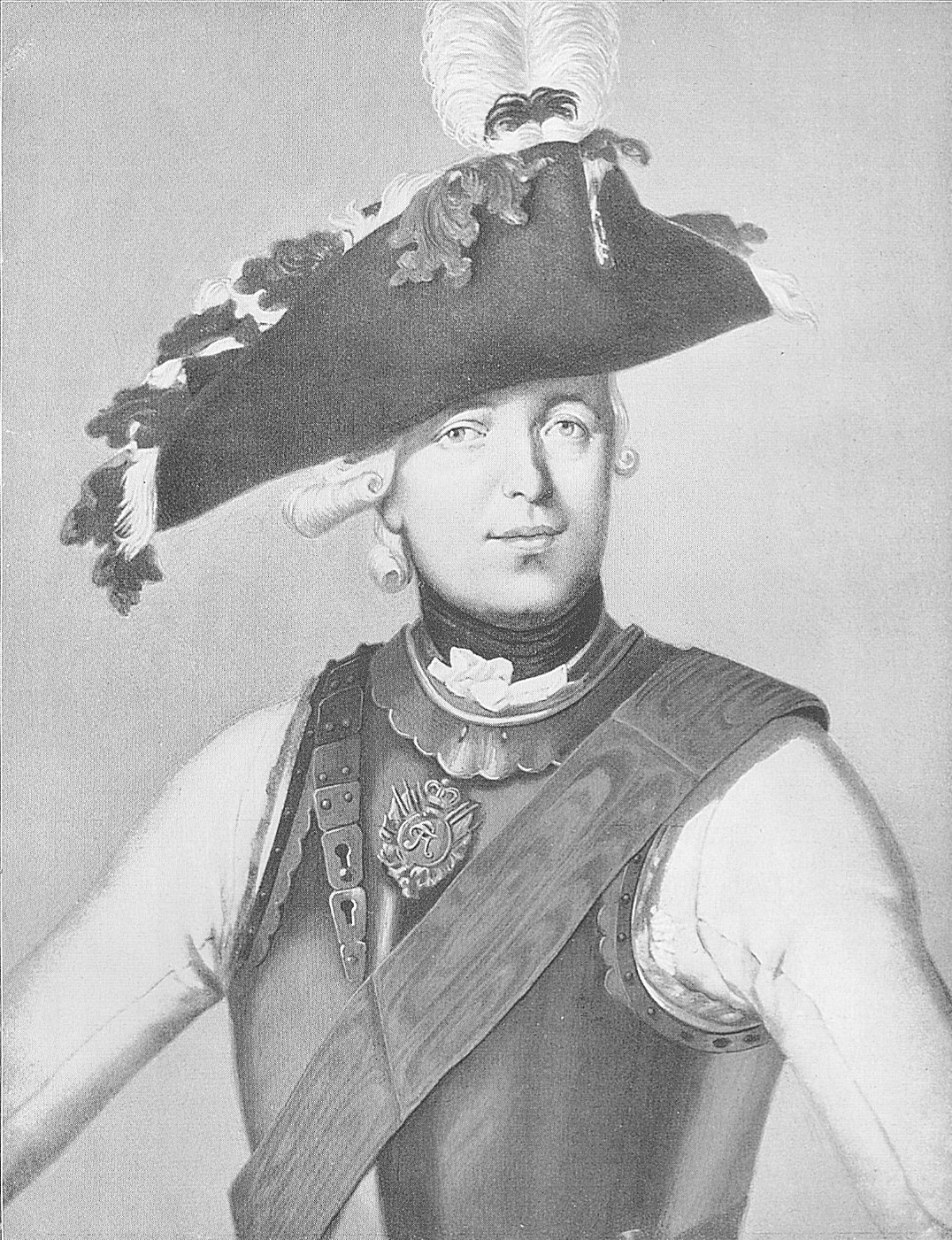
Friedrich Wilhelm von Seydlitz, preußischer Reitergeneral; geboren am 3. Februar 1721 in Kalkar

Zu den im 18. Jahrhundert durch Kalkar ziehenden preußischen Soldaten gehörte auch ein Rittmeister von Seydlitz, der die Aufgabe hatte, Soldaten anzuwerben. 1721 gebar ihm seine Frau in Kalkar einen Sohn, Friedrich Wilhelm von Seydlitz. Die Familie hat sich aber nicht lange in Kalkar aufgehalten. Friedrich Wilhelm wuchs in Brandenburg auf. Er machte als Kavallerieoffizier rasch Karriere und wurde im Siebenjährigen Krieg 1757 von König Friedrich dem Großen zum Befehlshaber der preußischen Kavallerie ernannt. Am 5. November 1757 entschied er die Schlacht bei Roßbach für die Preußen gegen die französischen und die Reichstruppen.
Gut 100 Jahre später wurde 1860 in der Mitte des Kalkarer Marktplatzes neben der Gerichtslinde eine Statue des Generals errichtet. „Sich selbst zu ehren, ehrt die Stadt des Helden erste Spur“ hieß es auf einer Seite des Denkmalsockels. Aus dieser Epoche stammt auch Theodor Fontanes Gedicht auf von Seydlitz Und Calcar, das ist Sporn. Nach dem letzten Krieg war die Begeisterung für alles Militärische allerdings auch in Kalkar stark gesunken. Da der Reitergeneral außerdem „kriegsbeschädigt“ war – alliierte Truppen hatten ihm den Kopf abgeschossen –, beschloss der Stadtrat 1949, das Denkmal zu entfernen. Der Sandstein des Denkmals wurde für die Restaurierung der Fenstersockel des Rathauses genutzt. Zu Ehren kam von Seydlitz in Kalkar wieder, als die 1969 erbaute Kaserne auf dem Beginenberg nach ihm benannt wurde.

### „Ackerbürgerstädtchen“ bis weit ins 20. Jahrhundert
Von den im 17. Jahrhundert erlittenen Schlägen erholte sich Kalkar nicht mehr. 1730 hatte es nur noch 2000 Einwohner – nur 150 Jahre zuvor waren es noch etwa 5000 gewesen. Die Stadt musste sich hoch verschulden. 1775 stand sie vor einem Schuldenberg von 31.414 Reichstalern. Allein 25.000 Reichstaler hatte sie sich bei Klöstern und Stiftungen geliehen.
Die 20 Jahre währende französische Annexion von 1794 bis 1814 in der Franzosenzeit überstand Kalkar leidlich. Von 1798 an war Kalkar Hauptort eines Kantons, der Teil des Roerdepartements war. Für die Finanzlage ergaben sich sogar Vorteile: die Schulden an die von Napoleon enteigneten und aufgelösten Klöster und Stiftungen mussten nicht zurückgezahlt werden.
Auch die mittelalterlichen Kunstschätze der Nicolaikirche waren Kalkar trotz der Wirren des 17. und 18. Jahrhunderts weitgehend erhalten geblieben. Um einen beträchtlichen Teil ihres künstlerischen Erbes brachten sich die Kalkarer selber. 1818 wurden von der Pfarrei sieben Altäre verkauft, weil Geld für die Reparatur der Kirche benötigt wurde. Rotthauwe meint dazu in seinem im Auftrag der Stadt Kalkar 1980 erschienenen Buch Kostbarkeit Kalkar: „Geldnot ist eine Entschuldigung, reicht aber als Erklärung für den damaligen Ausverkauf an Kunst in Kalkar nicht aus. Die Gründe lagen tiefer, lagen im Nichtwissen, in der Teilnahmslosigkeit gegenüber einer nicht verstandenen Kunst…“.
Nach dem Wiener Kongress wurde die Stadt 1815 erneut preußisch und dem Kreis Kleve zugeordnet. Die jetzt folgende lange Friedenszeit brachte Kalkar allerdings erst gegen Ende des 19. Jahrhunderts spürbare Fortschritte.
Als im 19. Jahrhundert in Deutschland der Aufschwung der Textilindustrie begann, war die Tuchherstellung in Kalkar längst vergessen. Ein frühzeitiger Anschluss an das rasch wachsende deutsche Eisenbahnnetz wurde verpasst. Erst 1904 wurde die Bahnstrecke Rheinhausen–Kleve mit dem Bahnhof im Ortsteil Altkalkar eröffnet (1989 stillgelegt). Die Wirtschaftsblüte der Gründerzeit kam schließlich aber auch in Kalkar an. Sie hinterließ etliche repräsentative Bürgerhäuser, insbesondere in der Altkalkarerstraße und in der Monrestraße. In den umliegenden Dörfern wurden Bauernhöfe errichtet, die beeinflusst vom Stil des Historismus manchmal schon burgartigen Charakter hatten.
Zeichen des gewachsenen Wohlstandes sind auch die Kirchturmbauten. 1898 baute die kleine evangelische Gemeinde für ihre rund 200 Jahre zuvor errichtete bisher turmlose Kirche einen markanten Turm mit zwiebelförmiger Ausbuchtung. 1905 wurde der niedrige Turmhelm der Sankt Nicolaikirche, der nach mehrfacher Zerstörung durch Sturm und Blitzschlag nur noch ein Drittel seiner ursprünglichen Höhe hatte, durch einen doppelt so hohen ersetzt.
Von den dunkelsten Kapiteln des 20. Jahrhunderts zeugen in Kalkar und Grieth die großen Ehrenmale für die Opfer der Weltkriege – und der Gedenkstein, den die Stadt Kalkar 1983 den ehemaligen jüdischen Mitbürgern und Opfern der nationalsozialistischen Gewaltherrschaft errichtet hat.

### Kalkar im Nationalsozialismus
Bei den letzten freien Wahlen 1933 errang die NSDAP in der Kalkarer Amtsvertretung drei der zwölf Sitze; im Kalkarer Gemeinderat bekam sie zwei der zwölf Mandate. Sie blieb damit auf kommunalpolitischer Ebene deutlich in der Minderheit. Wer das Sagen in der Stadt hatte, zeigte sich aber in aller Deutlichkeit, als Ende 1933 der langjährige Amtsbürgermeister gegen den zuvor in Geldern eingesetzten NSDAP-Funktionär Rouenhoff ausgetauscht wurde. Rouenhoff blieb bis zu seinem Tod im Juni 1943 im Amt.
Am 12. Juli 1936 wurde mit einer großen Propagandafeier der NSDAP und ihrer Gliederungen ein Kriegerdenkmal beim Städtischen Friedhof eingeweiht, das an die im I. Weltkrieg ums Leben gekommenen Soldaten Kalkars erinnern soll. Auf der Rückseite ist als Widmungszitat in leicht abgewandelter Form ein Ausspruch Adolf Hitlers angebracht, der an die „Helden“ des Weltkrieges erinnern soll. Im Frühjahr 1983 wurde das Denkmal ergänzt um die Jahresangaben 1939 bis 1945 für die Soldaten des II. Weltkrieges. Seit 2019 engagiert sich ein Aktionskünstler mit farblichen Umgestaltungen zur Umdeutung des Mahnmals im Sinne des Antimilitarismus.
Zu Beginn der NS-Diktatur im Jahre 1933 lebten noch 60 Juden in Kalkar. Die Mehrzahl von ihnen verließ die Stadt bis zum Kriegsausbruch. Diejenigen, die geblieben waren, starben entweder noch in Kalkar oder wurden deportiert und kamen später durch Verhungern, Erschießung oder Vergasung in den Konzentrations- und Vernichtungslagern um. Alle 15 jüdischen Familien, die 1933 in Kalkar lebten, hatten in den Jahren des Holocaust Opfer zu beklagen. Nach dem Kriege kehrte nur ein Mitglied der Kalkarer jüdischen Gemeinde nach Deutschland zurück.
Zum Gedenken an das Schicksal der jüdischen Gemeinde ließ die Stadt Kalkar 1988 – fünfzig Jahre nach der Pogromnacht von 1938 – in einer Seitenstraße zwischen dem ehemaligen Standort der Synagoge und dem Rathaus eine vom Kalkarer Bildhauer Christoph Wilmsen-Wiegmann geschaffene steinerne Torarolle errichten. Nicht weit entfernt erinnert der jüdische Friedhof an die Geschichte der Juden in Kalkar.
Am Kriegsende 1945 war Kalkar zwar bei weitem nicht so stark getroffen wie Kleve, Goch, Emmerich, Rees oder Wesel. Aber die linke Hälfte des Rathauses und der Häuserblock an der Südseite des Marktes neben dem Rathaus waren völlig zerstört. In Sankt Nicolai hatten Bombenangriffe der Alliierten insbesondere ein Seitenschiff beschädigt. In Grieth, Niedermörmter und Appeldorn wurden die Kirchen von eigenen Truppen zerstört. Nach der Schlacht im Reichswald, bei der die deutschen Truppen den Alliierten erbitterten Widerstand leisteten, sprengten abziehende deutsche Soldaten die Kirchen oder beschossen sie noch von der rechten Rheinseite aus, um dem Feind die Türme nicht als Beobachtungspunkte zu überlassen.
Am 6. März 1945 besetzten Soldaten der 102. Cavalry Group Kalkar sowie Antweiler, Wachendorf, Kirspenich und Arloff.

### Spätes Wirtschaftswunder
Von einem „Wirtschaftswunder“ war bis in die 1970er Jahre in Kalkar noch wenig zu spüren. Kalkar blieb ein „idyllisches Ackerbürgerstädtchen“. Die Rückständigkeit hatte auch Vorteile: die andernorts häufig zu sehenden Bausünden der Nachkriegszeit wurden weitgehend vermieden. Das mittelalterlich geprägte Stadtbild blieb erhalten. Die Möglichkeiten räumlichen Wachstums waren ohnehin eng begrenzt, weil weite Gebiete um den Stadtkern herum durch Hochwasser gefährdet waren und nicht bebaut werden konnten. Das änderte sich erst 1965, als mit dem Bau der Rheinbrücke Emmerich-Kleve ein neues Deichsystem errichtet wurde.
Eine weitere wesentliche Voraussetzung für die Ansiedlung von Unternehmen wurde 1967 mit dem Bau der Rheinbrücke Rees-Kalkar geschaffen. Der Brückenschlag verbesserte den Anschluss an die rechtsrheinische Autobahn beträchtlich.
Ein wichtiger kommunalpolitischer Markstein war die am 1. Juli 1969 in Nordrhein-Westfalen beim 1. kommunalen Neugliederungsprogramm durchgeführte Gebietsreform. Die Gemeinden Altkalkar, Appeldorn, Bylerward, Grieth, Hanselaer, Hönnepel, Kalkar, Neulouisendorf, Niedermörmter, Wissel und Wisselward des Amtes Kalkar sowie die Gemeinde Emmericher Eyland des Amtes Griethausen wurden zur neuen Stadt Kalkar zusammengeschlossen, die danach insgesamt 13 Ortsteile mit rund 10.000 Einwohnern umfasste.
Die Bevölkerung wuchs weiter. Preisgünstiges Bauland und die verbesserte Verkehrsanbindung förderte die Zuwanderung aus den Ballungsgebieten. 1975 konnte das Schulzentrum mit einem Gymnasium fertiggestellt werden.
Große Erfolge bei den Bemühungen um eine Neuansiedlung von Unternehmen gab es ab der Mitte der 1970er Jahre mit dem Bau der Zuckerfabrik in Appeldorn (Pfeifer & Langen) und des Versandschlachthofes im Gewerbegebiet Kehrum (der im Herbst 2005 geschlossen wurde).
Einen kräftigen Schub für die Kalkarer Wirtschaft brachte das Kernkraftwerk Kalkar. Am Bau dieses Brutreaktors am Rheinufer in Hönnepel wurden auch Kalkarer Unternehmen beteiligt. Es kostete rund 7 Milliarden DM. Der 1973 begonnene und nach langen Verzögerungen 1986 fertiggestellte Brüter wurde nie in Betrieb genommen. Die Demonstrationen gegen den Bau des schnellen Brüters, an denen in Kalkar – angeführt von Josef Maas („Bauer Maas“) – während der Bauphase Zehntausende teilnahmen, gehören zu den wichtigsten Ereignissen in der Geschichte der Anti-Atomkraft-Bewegung, die wesentlich zur Bildung der Partei Bündnis 90/Die Grünen beitrug.
Am 21. März 1991 verkündete Bundesforschungsminister Heinz Riesenhuber das endgültige Aus für den Brüter. Kalkar erhielt als Ausgleich von Bund und Land im Rahmen des Programms „Kalkar 2000“ rund 60 Millionen Euro. Sie wurden insbesondere für die Stadtsanierung und den Ausbau der Infrastruktur verwendet (Gewerbepark Kehrum, Straßenbau, Freizeitpark Wisseler See, Kläranlage Hönnepel).
Zudem konnte das Kraftwerk 1995 für 2,5 Millionen Euro an den niederländischen Unternehmer Hennie van der Most verkauft werden, der das Gelände in einen Freizeitpark mit Hotels, Restaurants und Sportanlagen umbaute. Das „Wunderland Kalkar“, das mittlerweile auch Tagungen und Fachmessen veranstaltet, konnte 2004 rund 280.000 Besucher und rund 170.000 Übernachtungen verzeichnen. Mit 230 ganzjährig Beschäftigten und rund 300 Saisonkräften ist es einer der größten Arbeitgeber in Kalkar.
Mitte der 1990er Jahre wurde die Turmwindmühle am Hanselaertor am östlichen Rand der Stadt wiederhergestellt, ein Projekt, das auch der Förderung des Fremdenverkehrs diente. Von der Mühle stand zwar noch der Turmrumpf. Auch er musste aber saniert werden. Mit neuen Flügeln und zwei neuen Mahlwerken ist die „Kalkarer Mühle“ heute wieder voll funktionsfähig. Regelmäßig wird hier Korn gemahlen und im 1996 neu errichteten Backhaus auf dem Mühlengelände Brot gebacken. Der ehemalige Getreidespeicher wurde zur Gaststätte umgebaut. In Erinnerung an die Kalkarer Bierbrauer-Tradition wurde hier eine Brauanlage installiert. Die Mühle und Bierbrauerei werden ehrenamtlich vom Verein Kalkarer Mühle am Hanselaerer Tor e. V. betrieben.
Die Kalkarer Wirtschaft hat insgesamt ein spätes Wirtschaftswunder erlebt. Die Zahl der sozialversicherungspflichtig Beschäftigten wuchs von 1995 bis 2003 um ein Viertel auf 3077. Von 2003 bis 2006 sank sie allerdings um rund 11 %. Insgesamt ergab sich von 1995 bis 2006 aber noch ein Anstieg um rund 11 % auf 2745 Beschäftigte (Männer: +4 %, Frauen: +22 %).
Die Bevölkerung Kalkars ist von 1987 bis 2007 um fast ein Drittel gestiegen, wozu viele Zuwanderer deutscher Abstammung aus den Gebieten der früheren Sowjetunion beitrugen. Der Anteil der nichtdeutschen Bevölkerung erhöhte sich von 5,6 % im Jahr 1987 auf 6,7 % im Jahr 2007. Zu den Zuwanderern gehören auch einige Bürger, die der kurdischen Religionsgemeinschaft der Jesiden angehören.

### Einwohnerentwicklung
Die folgenden Angaben beziehen sich auf das heutige Gebiet der Stadt Kalkar.
| Jahr | Einwohner |
| ---- | --------- |
| 1975 | 10.846    |
| 1980 | 11.068    |
| 1985 | 11.194    |
| 1990 | 11.084    |
| 1995 | 12.560    |
| 2000 | 13.639    |

| Jahr | Einwohner |
| ---- | --------- |
| 2005 | 14.076    |
| 2010 | 13.829    |
| 2015 | 13.854    |
| 2017 | 13.868    |
| 2020 | 13.944    |
| 2022 | 14.191    |

## Politik

### Stadtrat
Im Rat der Stadt Kalkar sind vier Parteien und zwei Wählervereinigungen vertreten.

### Bürgermeister
Bei der Bürgermeister-Stichwahl am 27. September 2015 erhielt Britta Schulz (Forum Kalkar) die meisten Stimmen. Sie wurde 2020 mit 57,46 % der Stimmen im Amt bestätigt.

### Wappen
Blasonierung: „In Rot drei goldene dreizinnige Kastelltürme mit weitem Torbogen in den heraldischen Ecken des Schildhauptes und im Schildfuß, überdeckt mit einem silbernen Schildchen.“
Der rote Schild mit dem belegten kleinen Silberschild war das alte Wappen von Kleve, zu dem Kalkar lange Zeit gehörte.

### Städtepartnerschaften

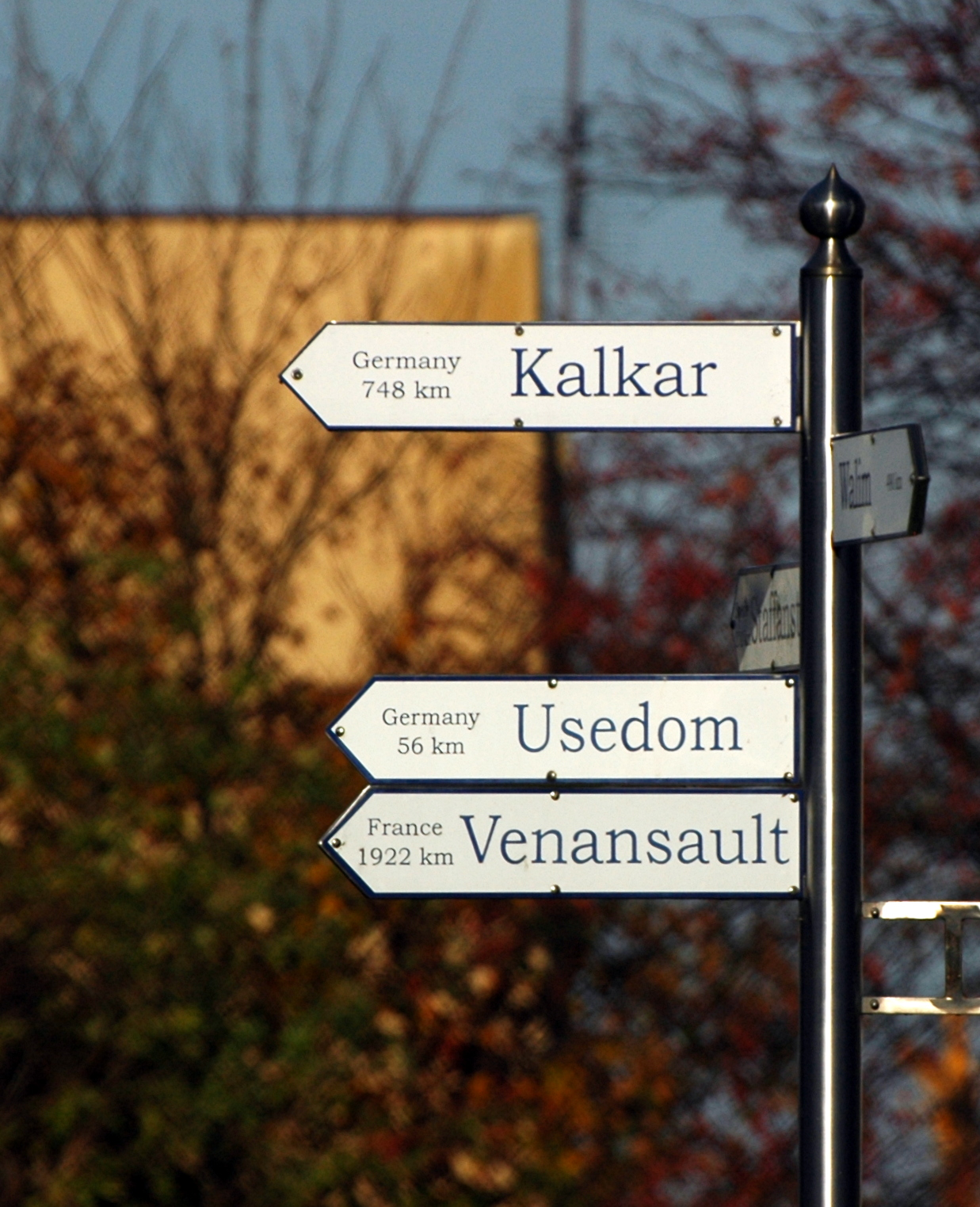
Zeichen in Wolin (Polen) mit Wegweiser Partnerstadt Kalkar

Kalkar unterhält mit folgenden Städten Städtepartnerschaften:
- Gendt (Niederlande) (eingeschlafen)
- Juvignac (Frankreich)
- Wolin (Polen)[19]

## Kultur und Sehenswürdigkeiten

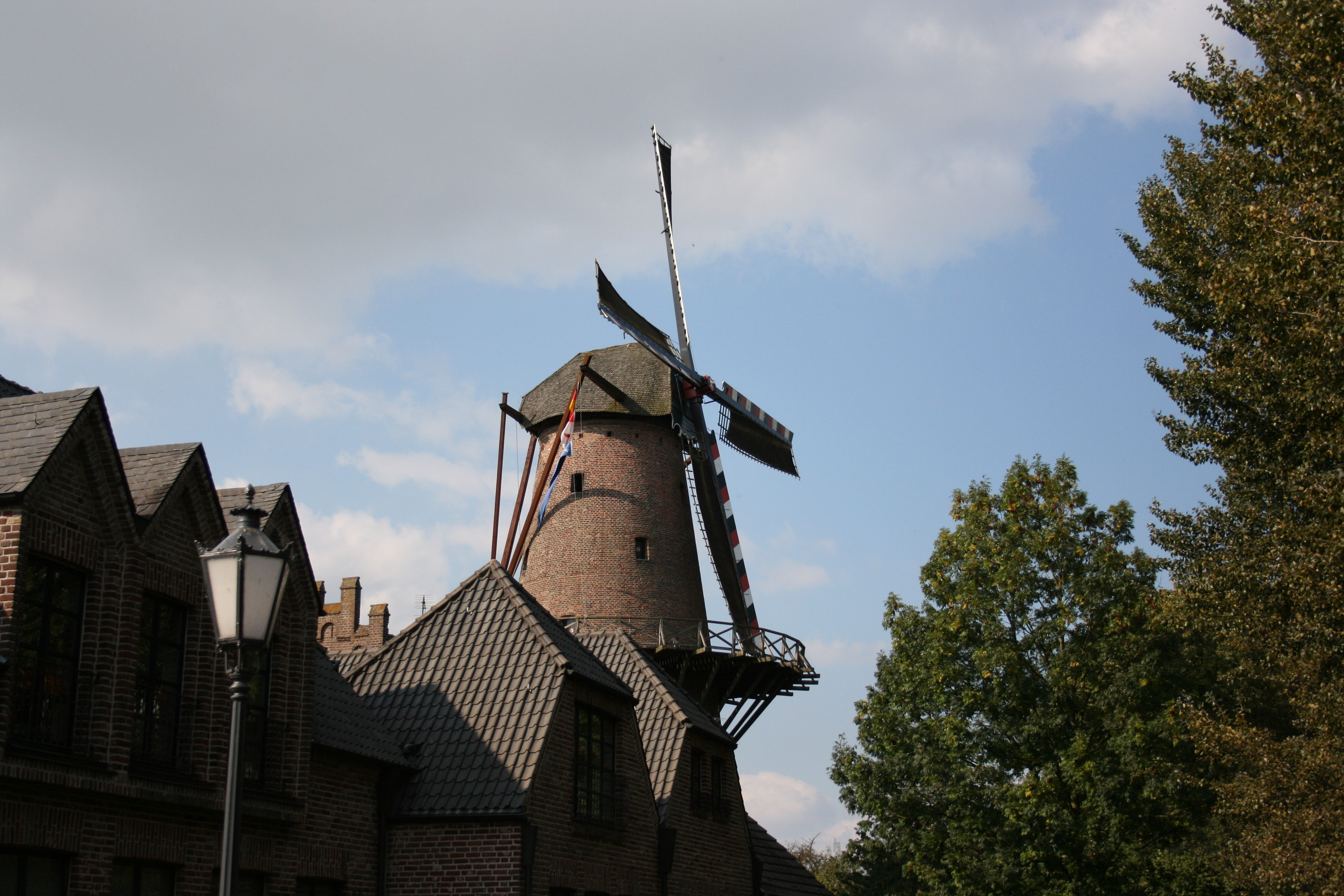
Die Kalkarer Mühle

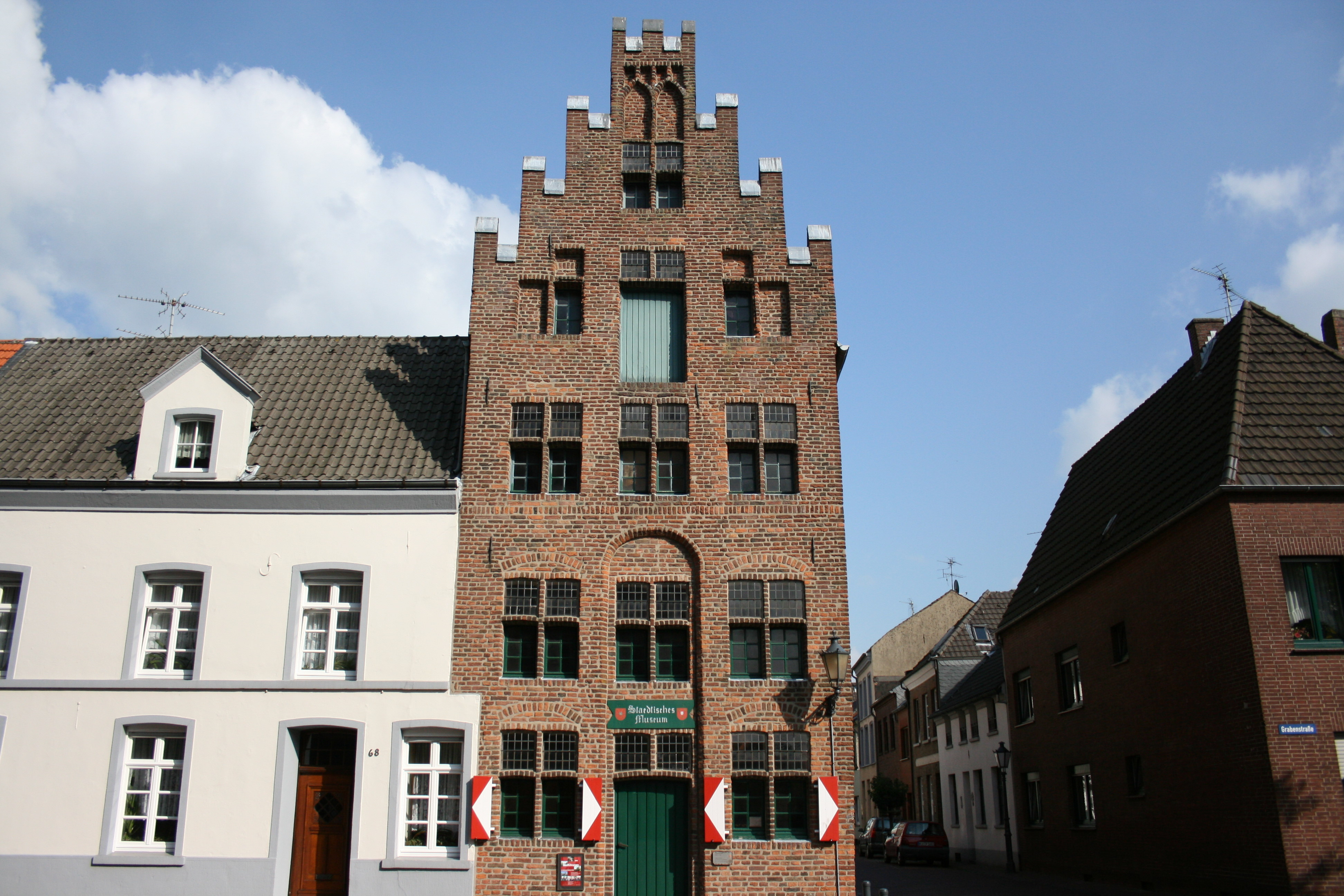
Das Städtische Museum Kalkars in historischem Gebäude

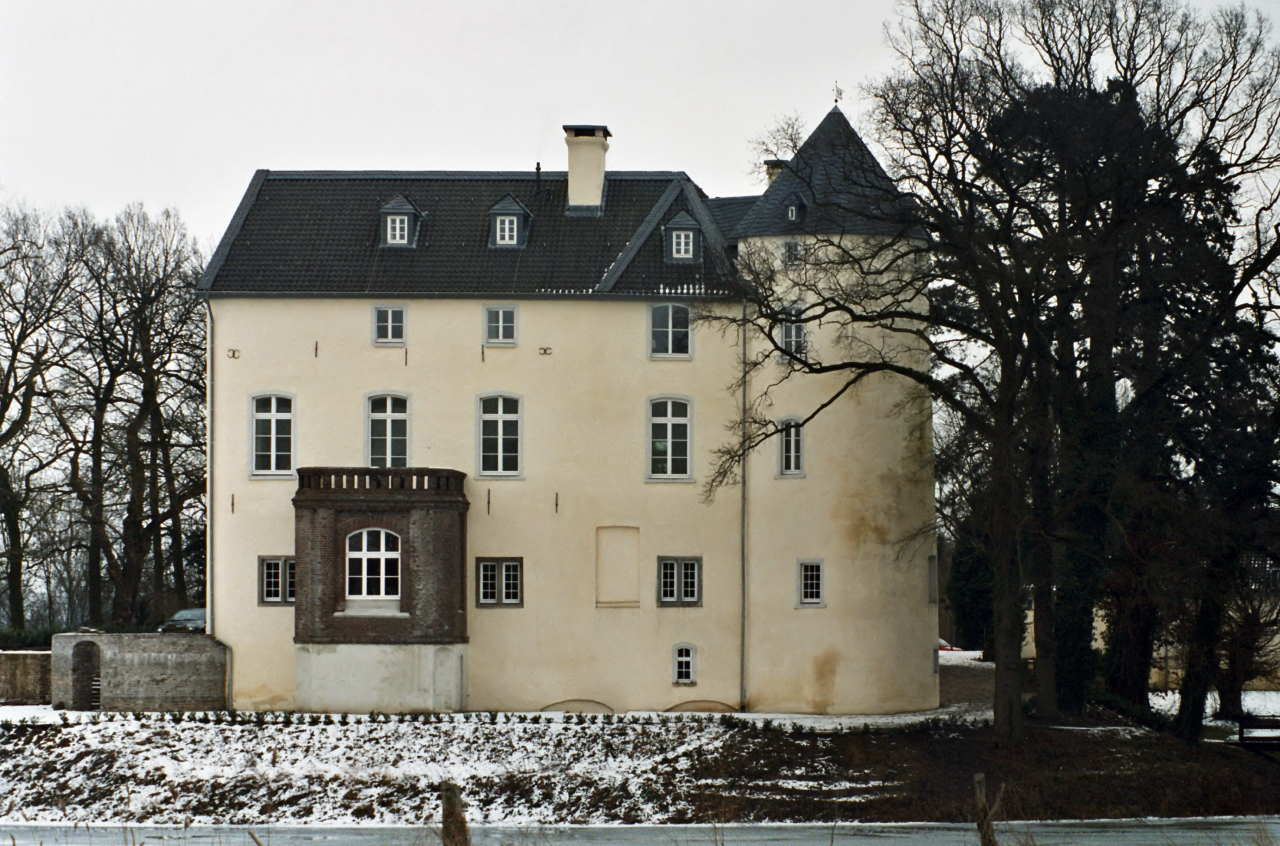
Burg Boetzelaer in Appeldorn

### Baudenkmäler
Im mittelalterlich geprägten Stadtbild von Kalkar sind besonders sehenswert:
- Die Sankt Nicolaikirche mit zahlreichen Kunstwerken stammt aus der Zeit der Spätgotik und der Frührenaissance.[20] Altäre und Skulpturen in dieser Kirche werden zu den bedeutendsten Zeugnissen der Kunst um 1500 in Deutschland gezählt.[21]
- Die 1697 eingeweihte Evangelische Kirche in der Kesselstraße mit dem Zwiebeldach-Turm von 1898. Der Innenraum gilt als markantes Beispiel für reformierten Hallenbau. Sehens- und hörenswert auch die Orgel aus dem Jahre 1781.[22]
- Der große Marktplatz mit der Gerichtslinde[23]
- Das Rathaus am Marktplatz und das dahinter liegende Städtische Museum[24][25][26]
- Der Beginenhof in der Kesselstraße nördlich des Marktplatzes[27]
- Das Ulft’sche Haus am Kirchplatz, um 1550 gebaut, mit gotischer Wand- und Deckenmalerei[28]
- Die Stadtwindmühle am Hanselaertor im Osten der Stadt (Kalkarer Mühle)[29]; sie ist die größte Windmühle (27,5 m Kappenhöhe, 25 m Flügeldurchmesser, 8 Böden) am Niederrhein; 1770/71 als Lohmühle erbaut, 1995/1996 restauriert, ist sie heute voll funktionsfähig mit zwei Mahlwerken; Führungen werden angeboten.

In den übrigen Ortsteilen gelten als sehenswerte Baudenkmäler:
- Sankt Clemens in Wissel, eine frühere Stiftskirche aus dem 12. Jahrhundert[30]
- Sankt Peter und Paul in Grieth aus dem 15. Jahrhundert
- Sankt-Antonius-Kirche in Hanselaer aus dem 15. Jahrhundert
- Burg Boetzelaer, eine restaurierte Wasserburganlage in Appeldorn (älteste erhaltene Urkunde aus dem Jahr 1256)

### Schneller Brüter
Einer breiten Öffentlichkeit bekannt geworden ist Kalkar vor allem durch die Auseinandersetzungen über den Bau des „Schnellen Brüters“, eines Kernkraftwerks vom Typ SNR-300 mit einer geplanten Leistung von 300 Megawatt. Der 1973 am Rheinufer im Ortsteil Hönnepel begonnene Bau wurde zwar 1986 fertiggestellt, das Kraftwerk aber nicht in Betrieb genommen. Ein niederländischer Unternehmer errichtete auf dem Gelände den Freizeitpark „Wunderland Kalkar“.

## Sport
Die SV Hönnepel-Niedermörmter spielt in der Fußball-Oberliga Niederrhein.
Des Weiteren war Kalkar Austragungsort der Deutschen Meisterschaft 2015 im Duathlon. Ebenfalls soll die Duathlon-Europameisterschaft 2016 in Kalkar stattfinden.
2023 findet in Kalkar die europäische Sparte der PDC Qualifying School im Darts statt.

## Wirtschaft und Infrastruktur

### Verkehr

#### Flugverkehr
Die nächstgelegenen Flughäfen sind der Flughafen Niederrhein und der Flughafen Düsseldorf.

#### Busverkehr
Im kommunalen Personennahverkehr verkehren eine Reihe von Buslinien zur Erschließung der Region und des Stadtgebiets. Es gilt der Tarif des Verkehrsverbundes Rhein-Ruhr (VRR) und tarifraumüberschreitend der NRW-Tarif.

#### Bahnverkehr
Der Bahnhof Kalkar lag an der Bahnstrecke Rheinhausen–Kleve, die 1989 zwischen Xanten und Kleve stillgelegt wurde.

#### Straßenverkehr
Kalkar ist über die Bundesstraßen 57 und 67 an das Fernstraßennetz angebunden.

### Militär
Seit 1969 ist Kalkar Bundeswehrstandort. In der Von-Seydlitz-Kaserne im Ortsteil Altkalkar sind unter anderem Kommandobehörden der Luftwaffe und der NATO untergebracht, insbesondere das für die Überwachung der Luftsicherheit in Deutschland zuständige Nationale Lage- und Führungszentrum für Sicherheit im Luftraum und das Joint Air Power Competence Centre. Ebenfalls in Kalkar befindet sich das Weltraumlagezentrum der Luftwaffe.

## Persönlichkeiten

### Söhne und Töchter der Stadt
- Heinrich Eger von Kalkar (1328–1408), kartäusischer Mystiker und Choraltheoretiker
- Ewerd Ferber (1387–1451), Fernhandelskaufmann und Stammvater des Patriziergeschlechts Ferber
- Jan Stephan van Calcar (1499–1546), niederländischer Maler und Graphiker der Renaissance
- Dietrich Sonoy (1529–1597), Feldherr im Achtzigjährigen Krieg
- Johann Sternenberg (1589–1662), katholischer Geistlicher und Weihbischof in Münster
- Friedrich Wilhelm von Seydlitz (1721–1773), preußischer Kavalleriegeneral
- Jacob Anton Wolff (1816–1888), römisch-katholischer Priester und Amateurhistoriker
- Eduard Marcour (1848–1924), Journalist für katholische Zeitungen und Politiker der Zentrumspartei, Mitglied im Preußischen Abgeordnetenhaus
- Wilhelm Peter Gerhard Janssen (1863–1931), Maler der Düsseldorfer Schule
- Hugo Mönnig (1864–1950), Jurist und Politiker (Zentrumspartei und CDU), Mitbegründer der Kölnischen Rundschau
- Josef Lörks (1876–1943), katholischer Bischof in Neuguinea, Märtyrer, geboren in Hanselaer
- Albert Maas (1888–1970), Politiker (Zentrumspartei und CDU), Oberbürgermeister von Aachen, Mitbegründer der Aachener Volkszeitung
- Kurt Vyth (1910–1977), niederländischer Unternehmer, Sportmäzen und -promoter
- Karl Wucherpfennig (1925–2017), Lebensmittelchemiker
- Heinz Voetmann (1928–2025), Politiker (CDU), Abgeordneter im Landtag von Nordrhein-Westfalen sowie Bürgermeister von Wermelskirchen
- Josef Maas (1931–2008), politischer Aktivist; als „Bauer Maas“ Symbolfigur des Widerstands gegen den Schnellen Brüter, geboren in Hönnepel
- Franz Josef Kühnen (1934–2022), Bibliothekar
- Ludger Rémy (1949–2017), Dirigent, Cembalist, Musiker und Musikforscher
- Christoph Wilmsen-Wiegmann (* 1956), Bildhauer
- Ludger Kanders (* 1958), Fußballspieler
- Margarete Koppers (* 1961), Generalstaatsanwältin sowie Vizepräsidentin der Polizei in Berlin, geboren in Wissel
- Thomas Völling (1962–2000), Prähistoriker
- Christoph Neinhuis (* 1962), Botaniker, geboren in Appeldorn
- Klaus Arntz (* 1963), Theologe und Hochschullehrer
- Helga Scholten (* 1963), Althistorikerin
- Stefan Schael (* 1965), Schauspieler
- Günther Bergmann (* 1965), Politiker (CDU), Abgeordneter im Landtag von Nordrhein-Westfalen
- Christoph Peters (* 1966), Schriftsteller
- Olaf Bodden (* 1968), Fußballspieler
- Jens Petersen (* 1969), Jurist

### Mit Kalkar verbundene Persönlichkeiten
- Arnt Beeldsnider (vor 1450–1492), niederländischer Bildhauer, lebte von ca. 1460 bis 1484 in Kalkar
- Christian Sgrothen (um 1525–1603), Kartograf
- Joseph von Lauff (1855–1933), Schriftsteller; lebte während seiner Kindheit in Kalkar
- Heinrich Nauen (1880–1940), Maler; lebte bis zu seinem Tod in Kalkar
- Marie von Malachowski-Nauen (1880–1943), Malerin und Ehefrau von Heinrich Nauen
- Hermann Teuber (1894–1985), Maler; lebte 1943 bis 1950 in Kalkar (Bilder im Städtischen Museum Kalkar und im Museum Schloss Moyland)
- Jakob Heinrich Schmidt (1897–1974), Kunsthistoriker; lebte nach seiner Emeritierung in Kalkar, die „Prof.-Schmidt-Straße“ ist nach ihm benannt
- Alfred Sabisch (1905–1986), Bildhauer und Maler; kam 1937 nach Kalkar (Werke in Kalkar: Nikolaus-Figur vor der Hauptschule und Relief über dem Eingang zur Joseph-Lörks-Grundschule, Skulpturen im Städtischen Museum Kalkar, Grabmäler auf dem Friedhof)
- Heinrich Seesing (1932–2004), Politiker (CDU), MdB für den Wahlkreis Kleve von 1983 bis 1994
- Diethelm Ferner (1941–2023), deutscher Fußballtrainer (z. B. 1983–86 u. 88/89 Schalke 04) und Spieler im defensiven Mittelfeld; lebte seit 2009 in Kalkar-Appeldorn, seit 2019 in Kalkar-Grieth.
- Jürgen W. Möllemann (1945–2003), Politiker (FDP), MdB, Bundesminister für Bildung und Wissenschaft (1987–1991) und Bundesminister für Wirtschaft (1991–1993); wuchs in den 1950er und 1960er Jahren im Kalkarer Ortsteil Appeldorn auf

### Fiktive Person
- Arnold Zweig lässt den Protagonisten der Erzählung Pont und Anna, den erfolgreichen Berliner Architekten Laurenz Pont, einen Rückblick auf seine Kindheit etwa um 1890 in Calcar werfen. In einer Krise kehrt die verschüttete Erinnerung wieder – an unbeschwerte Jahre mit dem jüdischen Nachbarmädchen Anna.
- In Kalkar 81 - Familiendrama inmitten der Anti-AKW-Proteste vom WDR sind mehrere Personen und Familiengeschichten zu fiktiven Charakteren verdichtet: Eva kommt als Studentin aus Bonn zurück nach Kalkar, um gegen des Bau des Schnellen Brüters zu protestieren und trifft auf ihren Bruder Christian, der die Proteste als Polizist eindämmen soll.[31]